# Voir dire
Voir dire (pronunciación en francés: /vwaʁ diʁ/) es una frase utilizada en Derecho que proviene del idioma anglonormando. Se refiere a los procedimientos durante un juicio que ayudan al juez a decidir sobre ciertas cuestiones:
- Se interroga a los posibles jurados para decidir si pueden ser justos e imparciales.
- Se interroga a los testigos para decidir si son aptos para testificar.
- Se interroga a los testigos para decidir la admisibilidad de la prueba.

## Etimología
En sus orígenes hacía referencia a un juramento de decir la verdad (Latín verum dicĕre), en otro sentido a dar un veredicto, sentencia, verdadera. La palabra voir (o voire), en este contexto, es una palabra en francés antiguo que significa "verdad", mientras que dire significa "decir". No está relacionada con la palabra francesa moderna voir, que deriva del latín vidēre ("ver"), actualmente la expresión es interpretada por la falsa etimología como "ver [los] decir".

## Usos
En el Reino Unido, Australia, Nueva Zelanda, Canadá y algunas veces en Estados Unidos, hace referencia a un "juicio dentro de un juicio", una audiencia para determinar la admisibilidad de la prueba o la competencia de un testigo o jurado. Actualmente en los Estados Unidos hace referencia al proceso de la desinsaculación del jurado, mediante el cual se interroga a los posibles miembros del jurado, consistiendo este interrogatorio en averiguar los trasfondos de estas personas para determinar cuáles podrán permanecer en el jurado y cuáles no podrán hacerlo por prejuicios o por ser parciales con las partes en el juicio.

Voir Dire es el proceso por el cual los abogados [en EE.UU] seleccionan -o tal vez sería más apropiado decir que rechazan- a ciertos jurados para que conozcan de un caso.
Gordon P. Cleary, Trial Evidence Foundations, section 201. James Publishing, 2007.